# Чарас (острів)
Чарас (від якут. чарас — пузир, сечовий міхур) — річковий острів в Аллаїховському улусі Якутії. Розташований на річці Індигірка. Площа — 2 км², найбільша довжина (з півночі на південь) — 2,3 км, найбільша ширина (з заходу на схід) — 1,3 км. Найближчий населений пункт (20 км по річці) — смт Чокурдах.